# Voetbalbond van Sint Eustatius
Het Statia Football Association was de voetbalbond van Sint Eustatius. Zij vertegenwoordig(d)en het Voetbalelftal van Sint Eustatius en de Sint Eustatius League. Echter was de competitie en de voetbalbond alleen actief van 1980 tot 1985.